# 化学感受蛋白
化学感受蛋白（Chemosensory protein，缩写CSP），又称感觉附属蛋白（Sensory appendage protein，缩写SAP）、p10蛋白等，是一类在昆虫和蜘蛛等节肢动物中发现的蛋白质。早期研究发现它们在沙漠蝗（Schistocerca gregaria）中具有化学感受功能，因而得名。
化学感受蛋白仅在昆虫和蜘蛛等节肢动物中存在，而人类和哺乳动物中则没有发现。
在昆虫中，化学感受蛋白具有稳定的三级结构，能够结合各种大小和形状的内源和外源疏水化合物。它们具有多种生物学功能，包括但不限于感受外界化学物质；参与某些昆虫卵的成熟和胚胎发育；参与信息素的结合、溶解和释放；作为表面活性剂和营养物质增溶剂，促进蛾类成虫吸收营养；参与表皮发育和蜕皮；作为昆虫视觉色素载体；参与昆虫的抗药性等。